# نازنی قاریبیان د وارداوان
نازنی قاریبیان د وارداوان (ارمنی: Նազենի Ղարիբյան դը Վարդավան؛ انگلیسی: Nazeni Gharibian de Vardavan؛ زادهٔ ۳۰ سپتامبر ۱۹۶۵) تاریخ‌نگار هنر و روزنامه‌نگار نظر اهل ارمنستان است.

## زندگی‌نامه
وی در ۳۰ سپتامبر ۱۹۶۵ در ایروان به دنیا آمد و از آکادمی دولتی هنرهای زیبای ارمنستان و دانشگاه پاریس فارغ‌التحصیل گشت. کریستیان تیوتونچیان همسر وی می‌باشد. وی در آزگ، آراووت، دانشگاه دولتی ایروان، هایکاکان ژاماناک، دانشگاه فرانسوی ارمنستان، ماتناداران، آکادمی دولتی هنرهای زیبای ارمنستان، دانشکده علوم الهی گئورگیان، وزارت فرهنگ ارمنستان فعالیت کرده است

## یادداشت
1. ↑  Քրիստիան Թյութունջյան